# Rucensi
I Rucensi furono un'antica tribù della Sardegna descritta da Tolomeo. (III, 3) Abitarono a sud degli Æchilenenses (chiamati anche Cornenses) e a nord dei Celsitani e dei Corpicenses.